# 6381 Toyama
6381 Toyama este un asteroid din centura principală, descoperit pe 21 februarie 1988, de Tetsuya Fujii și Kazuo Watanabe.